# Xixona (kommun)
Jijona/Xixona är en kommun i Spanien.   Den ligger i provinsen Provincia de Alicante och regionen Valencia, i den sydöstra delen av landet, 300 km sydost om huvudstaden Madrid. Antalet invånare är 7 423. Arean är 164 kvadratkilometer. Jijona/Xixona gränsar till Alcoy, Alicante, Busot, Castalla, Ibi, Relleu, San Vicent del Raspeig, Tibi och Torremanzanas. 
Terrängen i Jijona/Xixona är lite bergig.